# Austin 7
El Austin 7 (también escrito como Austin Seven) fue un utilitario producido entre 1922 y 1939 en el Reino Unido por Austin. Apodado "Baby Austin" por su pequeño tamaño, fue uno de los automóviles más populares producidos para el mercado británico de su época y se vendió bien en el extranjero. El número "7" de su denominación hace referencia a la potencia fiscal del primer modelo. 
Herbert Austin tuvo que diseñar personalmente y por su propia cuenta el pequeño vehículo, soslayando la opinión de la administración judicial de la empresa que en aquel momento atravesaba una difícil situación financiera.
Su efecto en Gran Bretaña fue similar al del Ford T en los EE. UU., reemplazando a muchos otros coches baratos a partir de los años 1920. Su éxito se vio reforzado por la firma de numerosos acuerdos para ser fabricado bajo licencia por compañías de todo el mundo. Uno de los primeros coches de BMW, el BMW Dixi, era un Austin 7 producido bajo licencia, como lo fueron los fabricados por la American Austin. En Francia se construyeron y vendieron como Rosengart. En Japón Nissan también utilizó el diseño del Austin 7 como base para sus primeros coches, aunque no lo hizo bajo licencia.
Muchos Austin 7 fueron reconstruidos como "specials" después de la Segunda Guerra Mundial, incluyendo el primer coche de carreras construido por Bruce McLaren, y el primer Lotus, el Mark I.
Tal era la popularidad del nombre "Austin 7", que la compañía lo reutilizó para las primeras versiones del A30 en 1951 y del Mini en 1959.

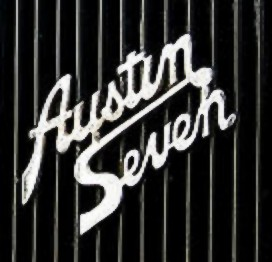

## Historia

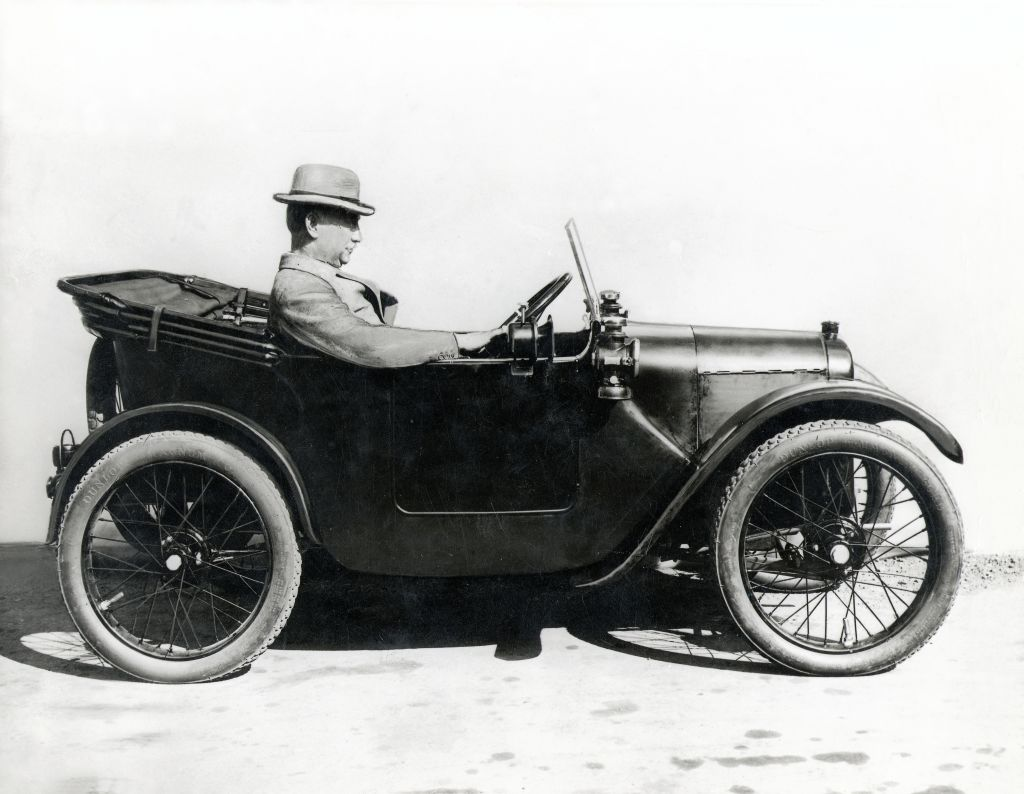
Herbert Austin conduciendo su diseño: el Austin 7

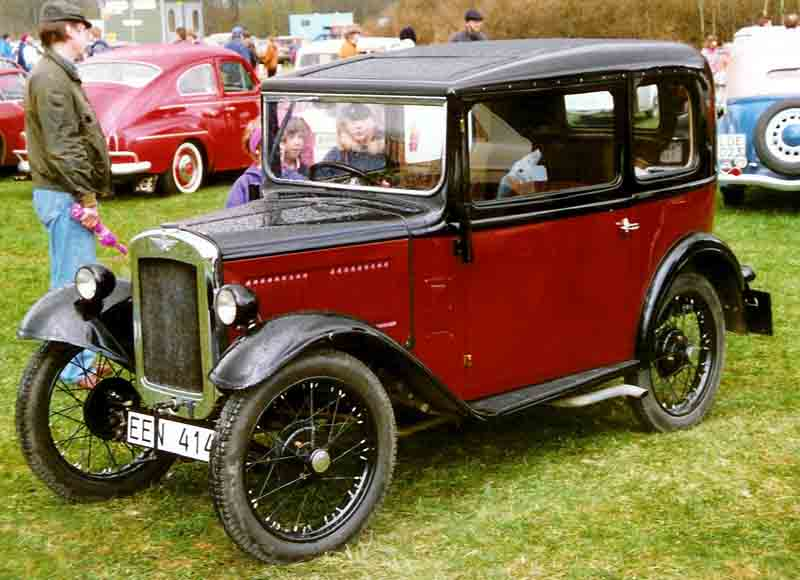
Austin 7 Saloon 1931

Hasta la Primera Guerra Mundial Austin fabricó principalmente coches grandes, pero en 1909 vendieron un coche pequeño equipado con un motor monocilíndrico construido por Swift Motor Company de Coventry, denominado Austin 7 hp. Sin embargo, después de esta primera experiencia con vehículos pequeños, volvieron a fabricar coches más grandes.
En 1920 Herbert Austin comenzó a trabajar en el concepto de un coche más pequeño, principalmente para satisfacer las necesidades de las familias jóvenes que aspiraban a poseer un vehículo asequible. Esta idea fue espoleada por la introducción en 1921 de la normativa de impuestos basada en los caballos fiscales. Este concepto de diseño marcaba una ruptura con el pasado conservador de su compañía, y Austin recibió una oposición considerable por parte de su consejo de administración y acreedores. Puesto que la compañía estaba bajo administración judicial, Austin decidió llevar a cabo el proyecto por cuenta propia y en 1921 contrató a un delineante de 18 años, Stanley Edge, de la fábrica de Austin en Longbridge (Birmingham), para ayudarle en el dibujo de los detalles de los planos. Este trabajo se realizó en la sala de billar de la casa de Austin, en Lickey Grange.
Edge convenció a Austin de que se utilizase un pequeño motor de cuatro cilindros. El motor de válvulas laterales de original diseño tenía una capacidad de 696 cc (55mm x 77mm) dando un índice de 7,2 Hp. El bloque incluía una culata desmontable y estaba dispuesto sobre una carcasa de aluminio. El cigüeñal utilizaba un rodamiento y dos rótulas esféricas lubricados mediante rociadores. Edge también realizó el diseño de otros componentes mecánicos como la caja de cambios de tres velocidades y el embrague acoplado. Austin fue en gran parte el responsable de la estética del Seven, que según se dice, estuvo influida por el diseño del Peugeot Quadrilette. La estructura en "A" del chasis pudo haber sido influida por el bastidor de un camión americano utilizado en la fábrica de Longbridge a comienzos de la década de 1920.
El diseño se completó en 1922, y se construyeron tres prototipos en un área especial de la fábrica de Longbridge, anunciándose al público en julio de 1922. Austin había invertido una gran cantidad de su propio dinero en el diseño y patentó muchas de sus innovaciones a su nombre. A cambio de su inversión recibiría una prima de dos guineas por cada coche vendido.
El primer año (1923) se fabricaron casi 2500 coches, no tantos como los que se esperaba, pero en unos pocos años el "coche grande en miniatura" había barrido la industria de los motociclocoches, cambiando para bien la suerte de la Austin Motor Co. En 1939, cuando cesó la producción del Seven, habían sido fabricados 290.000 coches y furgonetas.

## Chasis
El Austin 7 era considerablemente más pequeño que el Ford T. La distancia entre ejes era de tan solo 1,905 m y el ancho de rodadura de 1,016 m. Igualmente era más ligero –pesaba 360 kg, menos de la mitad que el Ford T. En consecuencia, el modesto motor de 747 cc con válvulas laterales y 10 Hp de potencia podía mover el coche con suficiente agilidad.
El chasis tenía la forma de una "A", con el motor montado sobre el estrecho vértice frontal. La suspensión trasera incluía ballestas con cuartos de elipse en voladizo, mientras que delante se solucionaba con un resorte semielíptico transversal en el centro. Las primeras unidades no dispusieron de amortiguadores. Los frenos actuaban sobre las cuatro ruedas, pero al principio el delantero se operaba con un mando manual y el trasero con un pedal, quedando plenamente acoplados a partir de 1930.
A finales de 1931 el chasis se alargó por 15 cm, incrementándose también en proporción el ancho del eje trasero. La dirección se guiaba mediante un mecanismo de tornillo sin fin.

## Motor y transmisión

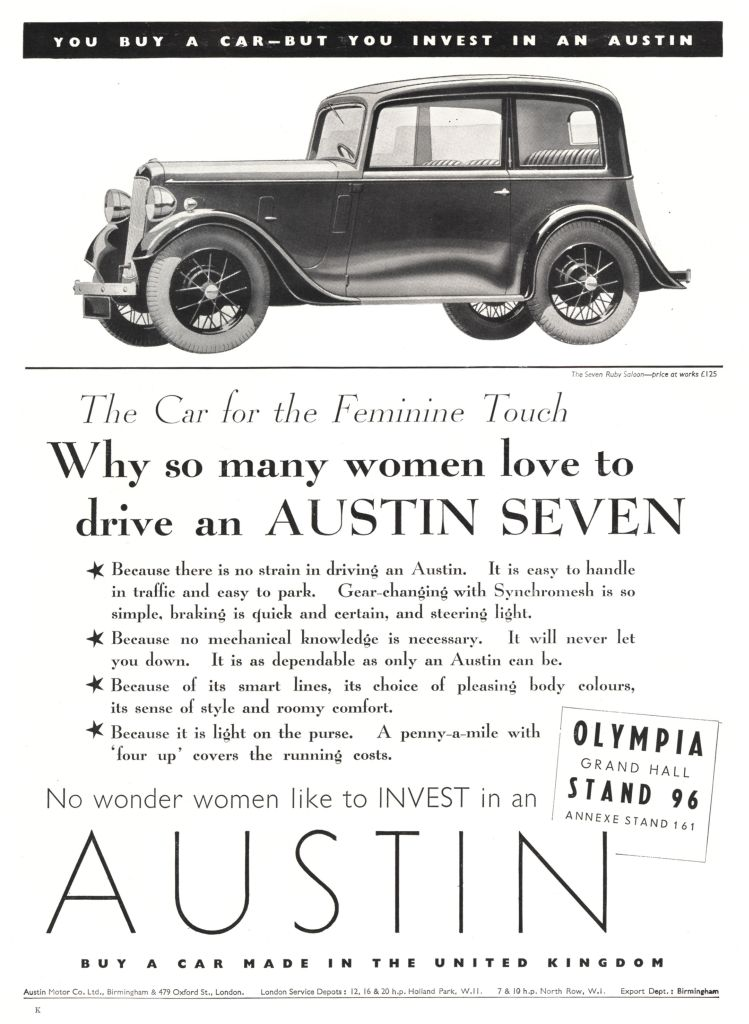
Anuncio de 1937

El Austin 7 original de 1922 montaba un motor de cuatro cilindros con 54 mm de diámetro y una carrera de 76 mm, con una cilindrada de 696 cc y 7,2 Hp. En marzo de 1923 el diámetro se aumentó hasta 56 mm, cubicando 747 cc y rindiendo 10,5 Hp. El motor de válvulas laterales contaba con la caja del cigüeñal de aluminio, y el bloque y la culata desmontable de fundición. El sistema de refrigeración utilizaba un termosifón, sin bomba de agua, y la dinamo estaba accionada por un conjunto de engranajes.
Las bielas se lubricaban mediante rociadores de aceite en la caja del cigüeñal.
El cigüeñal lubricado por salpicadura (se utilizaron sistemas a presión en algunos modelos deportivos) al principio tenía dos puntos de apoyo, pasando a tres en 1936. Se añadió un motor de arranque eléctrico en noviembre de 1923. Las primeras unidades utilizaban ignición por magneto, pero a partir de 1928 se sustituyó por una bobina.
La caja de tres velocidades y marcha atrás estaba integrada con el motor, con distintas relaciones según su aplicación. Se introdujo una caja de cuatro-velocidades en 1932 y en 1933 se sincronizaron la tercera marcha y las superiores, lo que se extendió a la segunda marcha en 1934.
El eje posterior era accionado por un engranaje helicoidal, con relaciones entre 4.4:1 y 5.6:1. Una corta barra de transmisión conectaba el diferencial al motor mediante una junta de cardán.
La marca Reliant utilizó un derivado del motor del Austin 7 para uno de sus primeros triciclos, antes de desarrollar su propio motor de aleación de aluminio (motor utilizado en los Austin 7 participantes en las pruebas de la Formula 750 organizadas por el "750 Motor Club").

## Gordon England

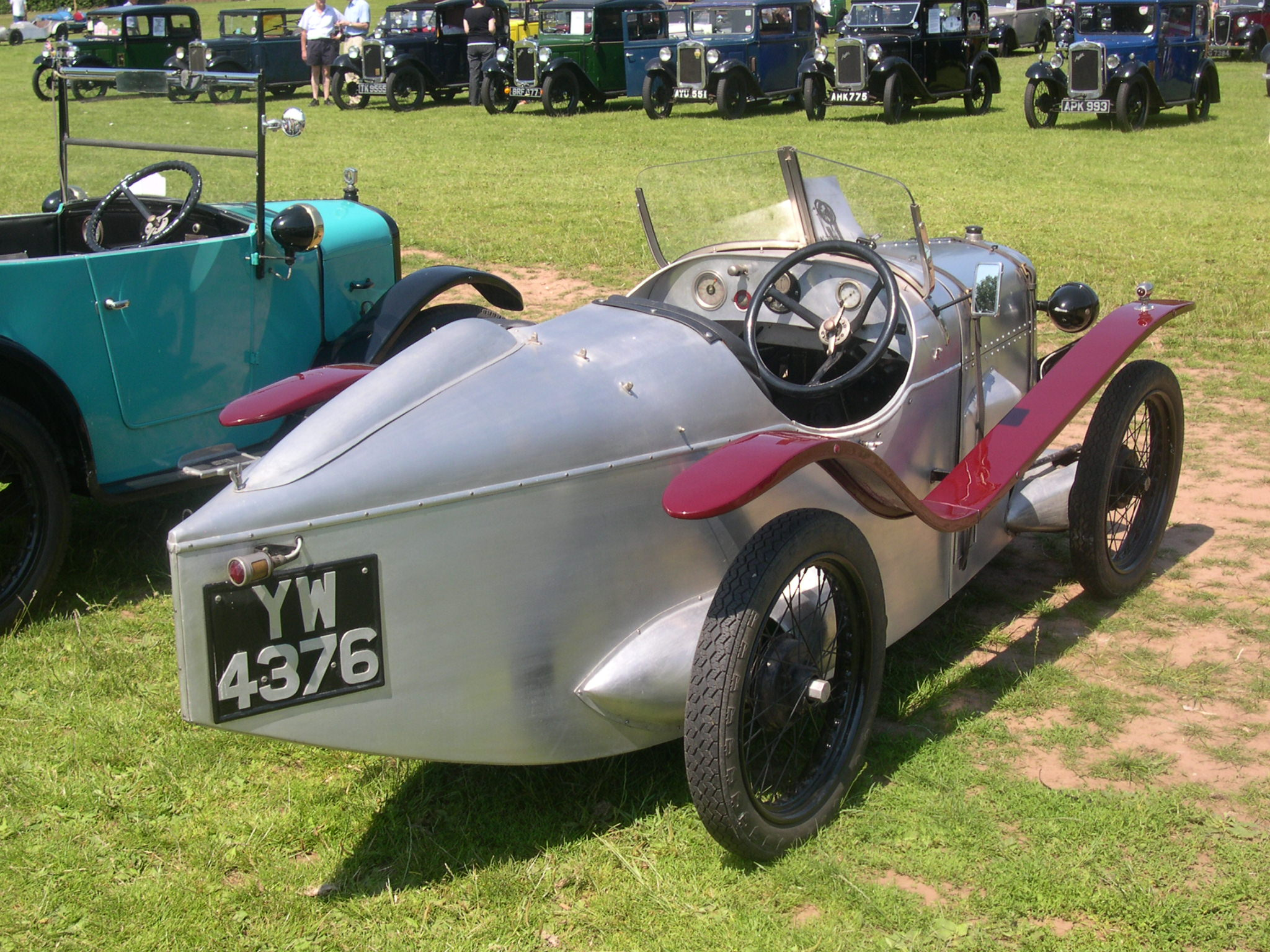
Réplica de un Gordon England Brooklands

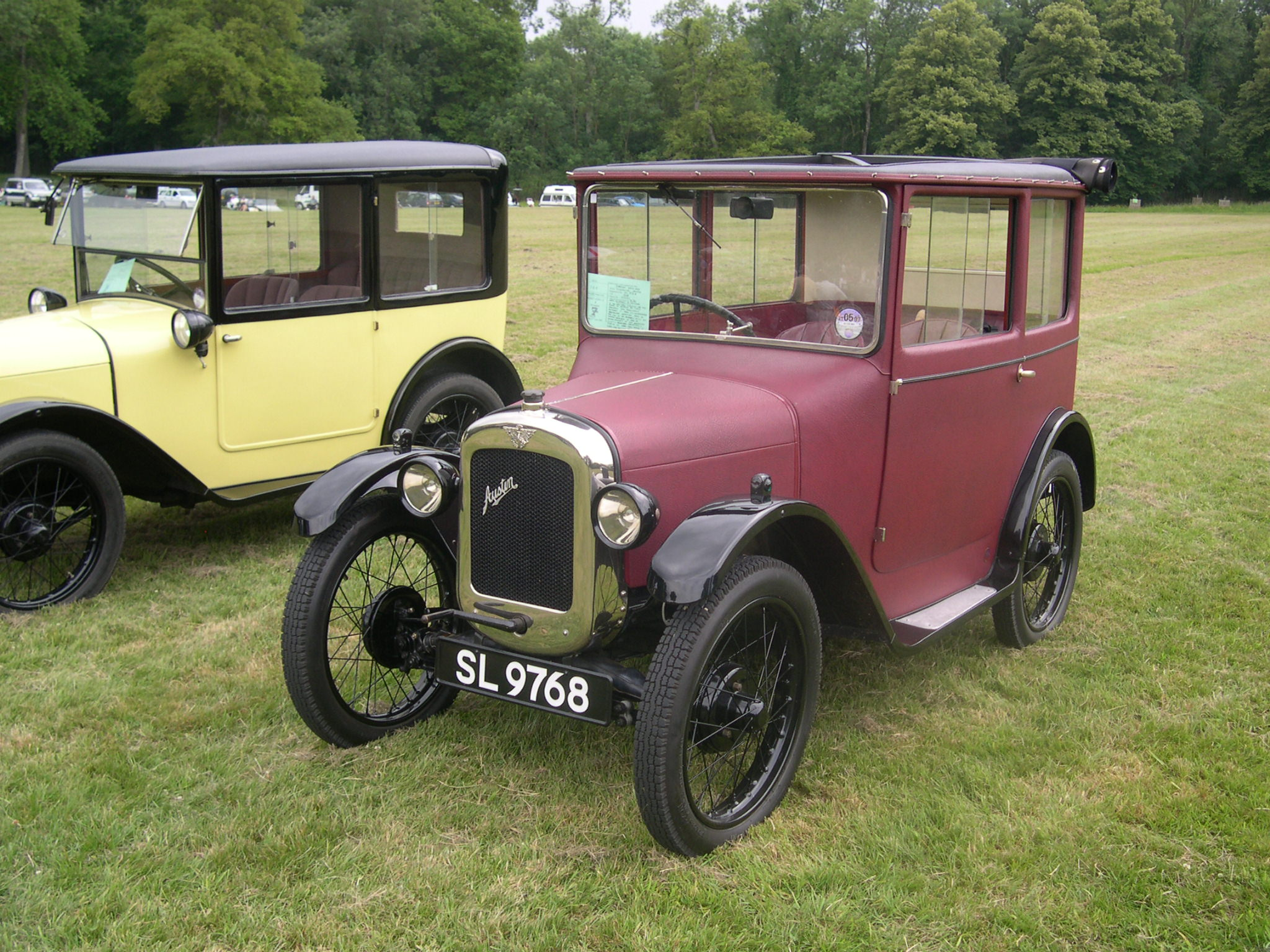
Gordon England Sunshine saloon number 263

El yerno de Herbert Austin, Arthur Waite, empezó muy pronto a conseguir notables éxitos deportivos, comenzando en Brooklands en marzo de 1923 y al mes siguiente en Monza. Otro piloto, E C Gordon England, persuadió a Herbert Austin para que le proporcionara un Austin 7 de competición. Waite y Lou Kings (jefe de pruebas) habían detectado por entonces una serie de averías provocadas por una lubricación del motor inadecuada para las condiciones de las carreras. Entretanto, Gordon England estableció seis nuevas plusmarcas en Brooklands, construyendo una versión especial ligera de 2 asientos, que pesaba 9,1 kg menos y montaba un motor de 1100 cc. Lo inscribió en la clase correspondiente de la carrera de 200 millas del Junior Car Club, disputada en Brooklands en octubre de 1923. Gordon England acabó en segunda posición y durante la carrera estableció otros cinco récords de su clase.
Así que dos nuevos modelos deportivos se lanzaron en enero de 1924, el Sport y el Brookland Super-Sport. El Brookland Super-Sport era una réplica del vehículo de Gordon England con el que batió varios récords. Cada coche era vendido con un certificado extendido por Brooklands, que garantizaba una velocidad de 80 millas por hora (128,75 km/h). En 1925 Gordon England ostentaba diecinueve registros de la clase de los 750 cc.

## Primer Austin Seven Saloon por Gordon England
El primer Austin 7 sedán fue construido por la compañía del piloto E C Gordon England, que había sido diseñador de aeronaves con la Bristol Aeroplane Company. Su pequeña cabina basada en principios aeronáuticos permitió anunciarlo como el coche cerrado más pequeño del mundo. Su carrocería pesaba 12,7 kg menos que la del turismo, preparando el camino del modelo de sedán panelado en acero lanzado por Austin en septiembre de 1926.
Hasta que pasaron de moda a comienzos de la década de 1930, los diseños de sedanes de Gordon England se mantuvieron en el catálogo de Austin, como opción más lujosa, acompañados por el modelo Gordon England Cup de dos asientos.

## Austin Seven Swallow

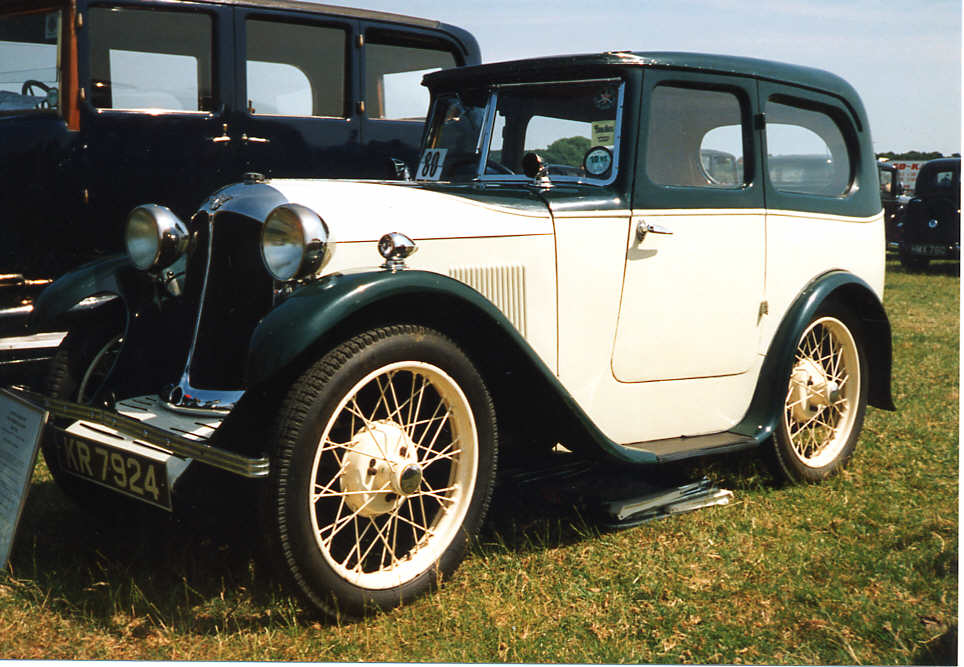
1931 Austin Seven Swallow sedán

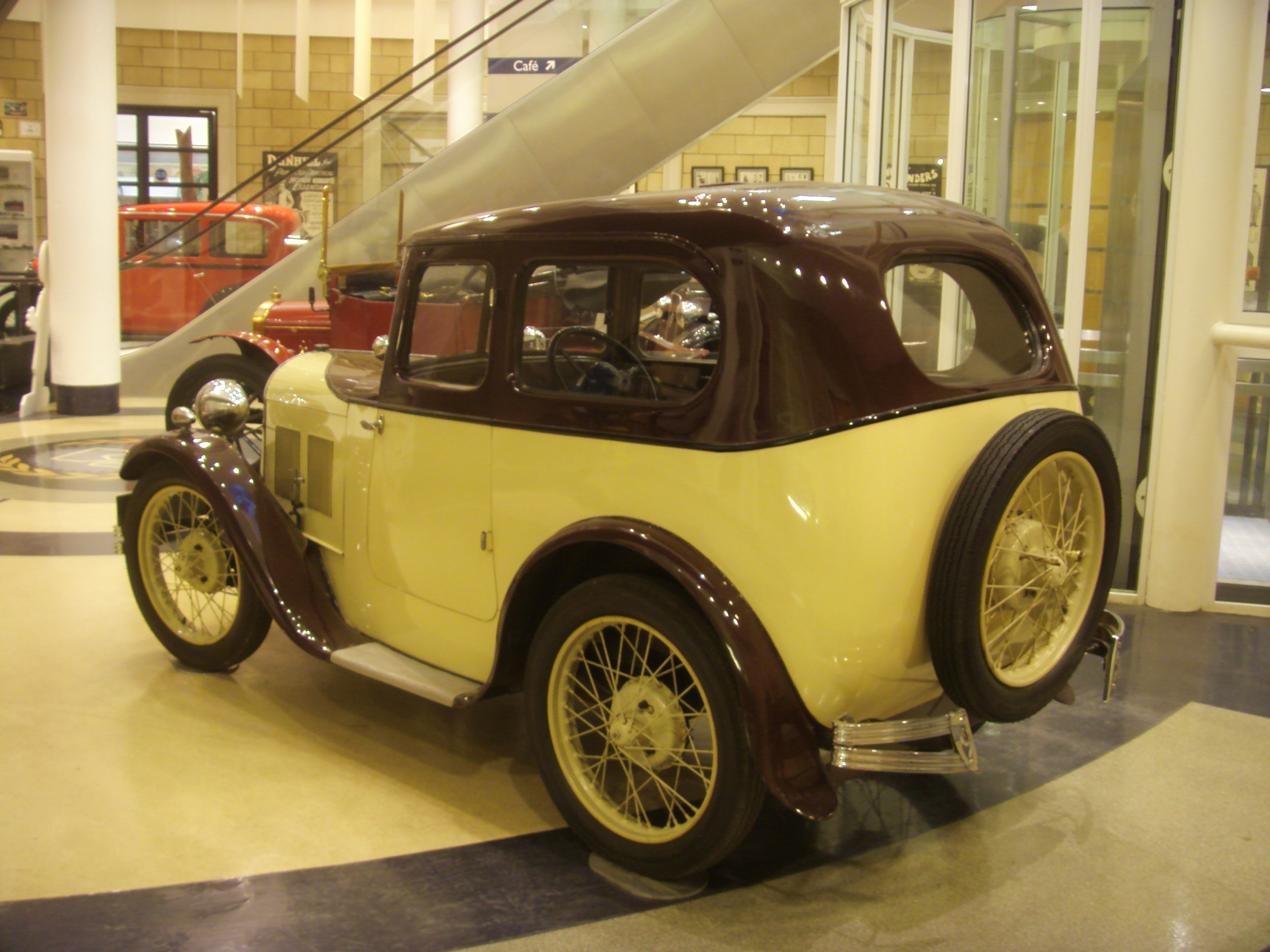
1931 Austin Seven Swallow, vista trasera

En 1927, William Lyons, cofundador de la Swallow Sidecar Company, vio el potencial comercial de producir un Austin 7 modernizado. Compró un chasis y encargó a un carrocero de su empresa, Cyril Holland, la producción de un turismo abierto distintivo: el Austin Seven Swallow. Holland, quién se había incorporado a la compañía en 1926, se había formado en la empresa Lanchester y llegó a ser ingeniero jefe. La moda de los sedanes en la época era adoptar una carrocería completamente redondeada por detrás, este estilo se denominó forma de "domo".
Con su brillante color en un esquema de dos tonos y un estilo inspirado en el de los coches más caros de la época, el bajo coste del Swallow lo hizo muy popular. En 1928 fue seguido por una versión sedán: el Austin Seven Swallow Saloon.
Aproximadamente fueron producidas unas 3500 carrocerías de distintos estilos hasta 1932, cuando Lyons comenzó a fabricar coches completos bajo la marca SS.
Tal era la demanda del Austin Seven Swallow, que Lyons se vio forzado a trasladarse en 1928 desde Blackpool a unas nuevas instalaciones en Coventry. En el éxito de los Swallow estuvo en parte la base de la futura creación en 1945 de Jaguar Cars.

## Producción bajo licencia
Versiones bajo licencia del Austin 7 fueron fabricadas por American Austin (1930); con el nombre Dixi (más tarde comprado por BMW) en Alemania (1927); y por Rosengart en Francia (1928). También fueron fabricados por Nissan (Datsun) pero no está claro si fueron construidos bajo licencia o no. Además, también se exportaron chasis desnudos para ser carrozados en Australia.

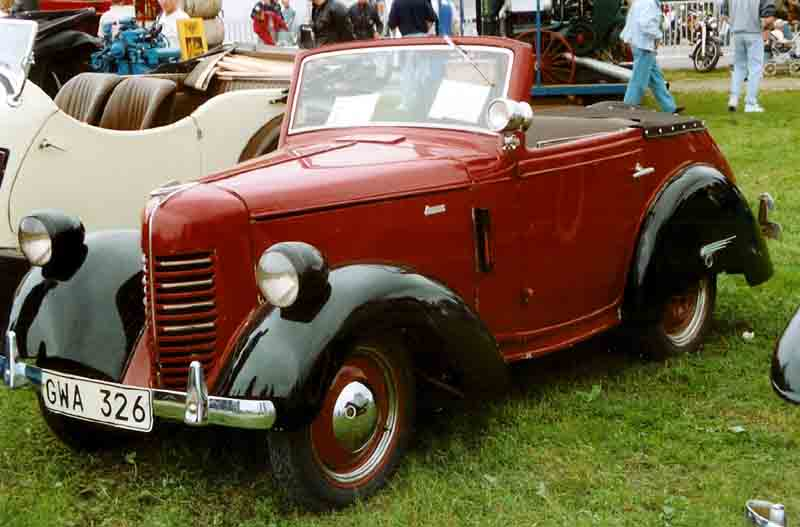
EE.UU.: American Bantam (1939)
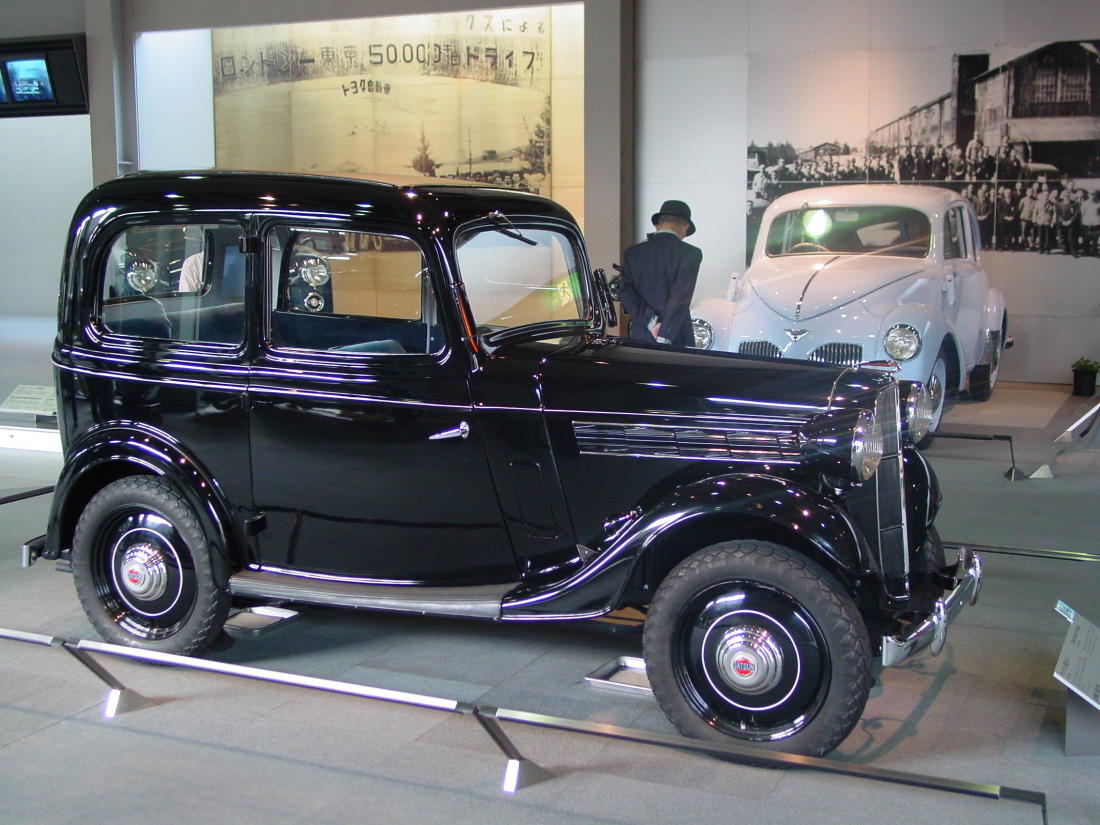
Japón: Nissan (Datsun) 16 (1937)
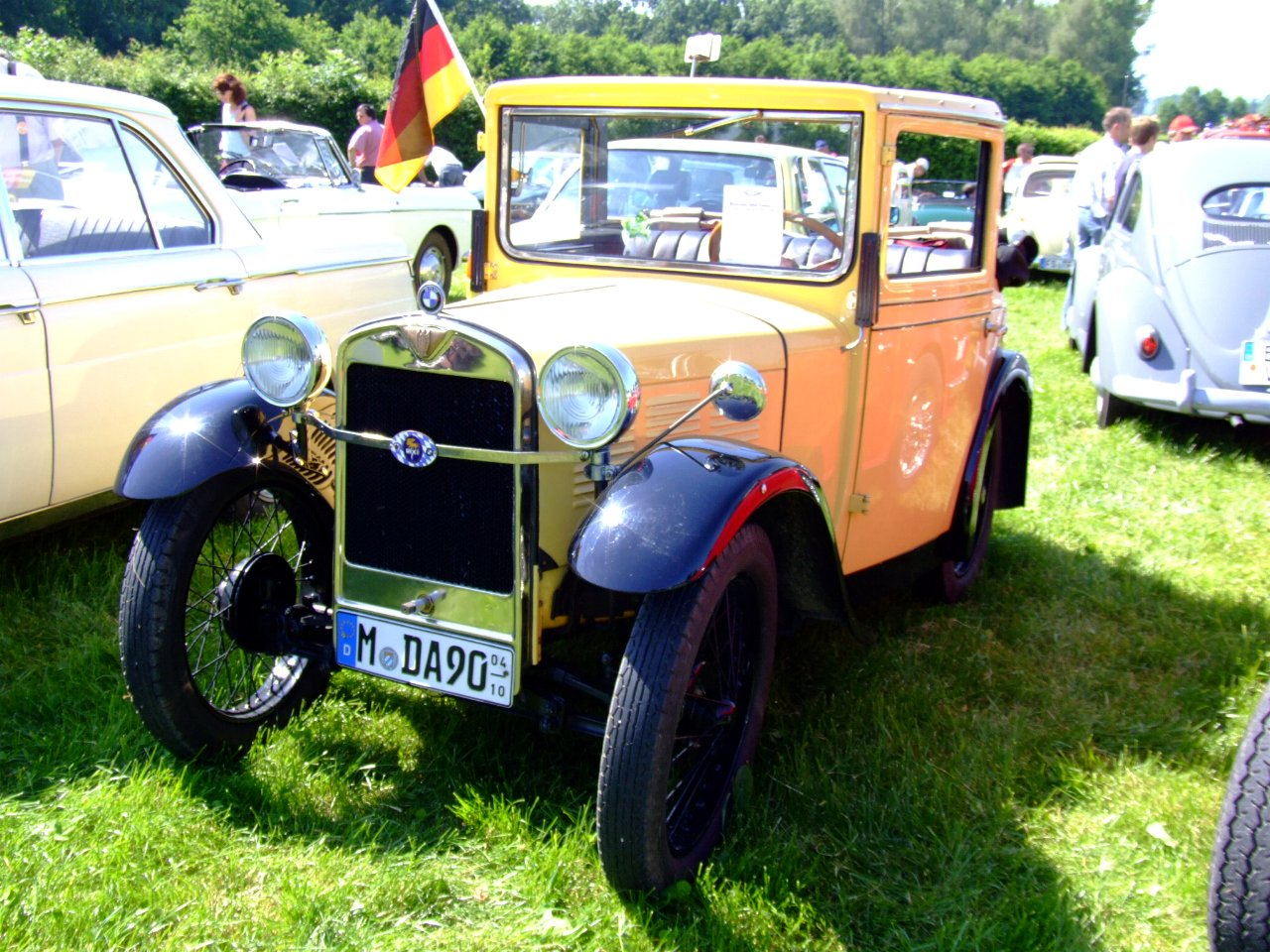
Alemania: BMW 3/15 (1930)
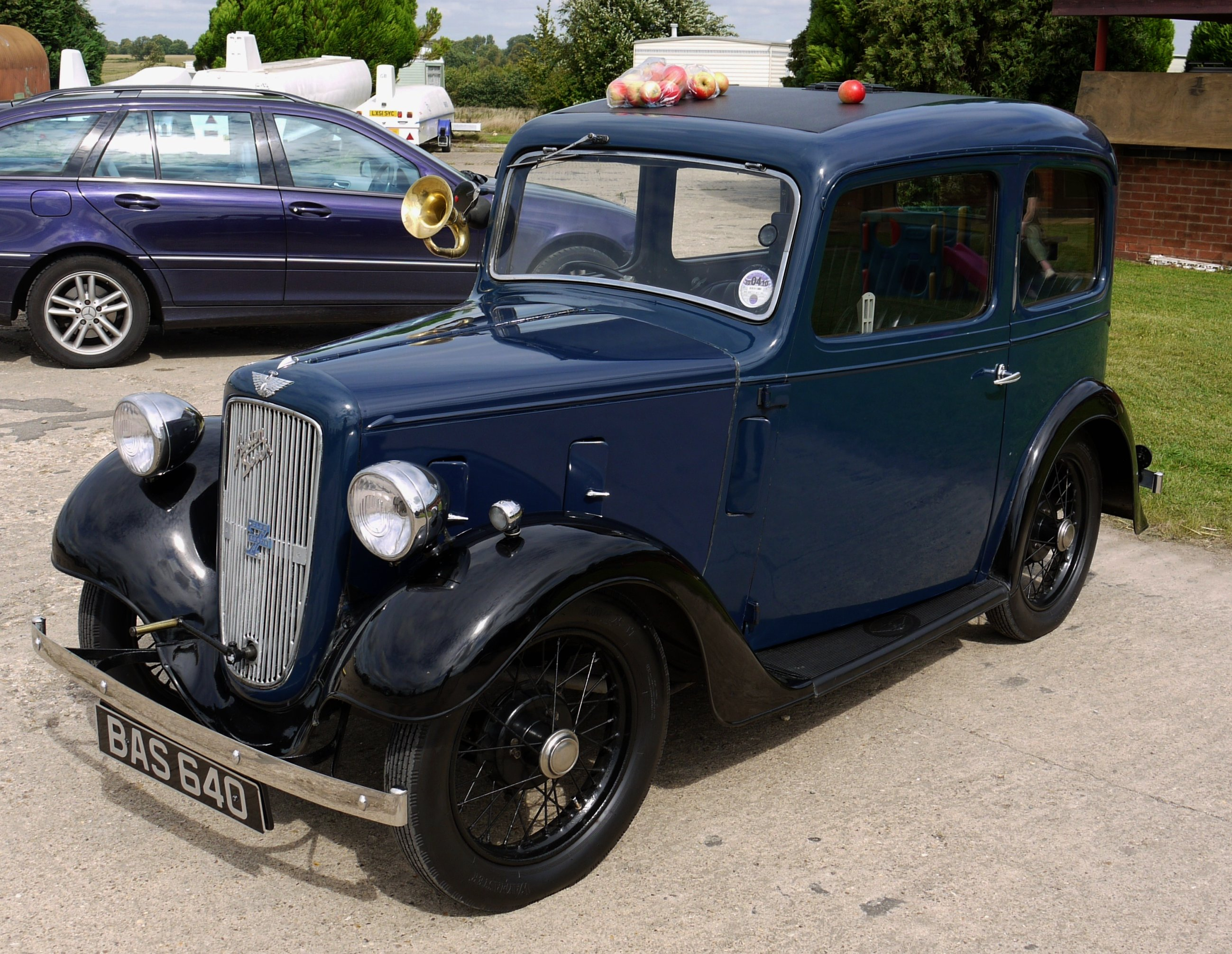
Austin Seven (1936)

## Austin Seven carrozados en Australia
En el periodo posterior a la Primera Guerra Mundial el gobierno australiano impuso un arancel sobre los vehículos importados, con desgravaciones de impuestos aplicables a los chasis desnudos, como estímulo para desarrollar una industria local de carrozado de automóviles en la década de 1920.

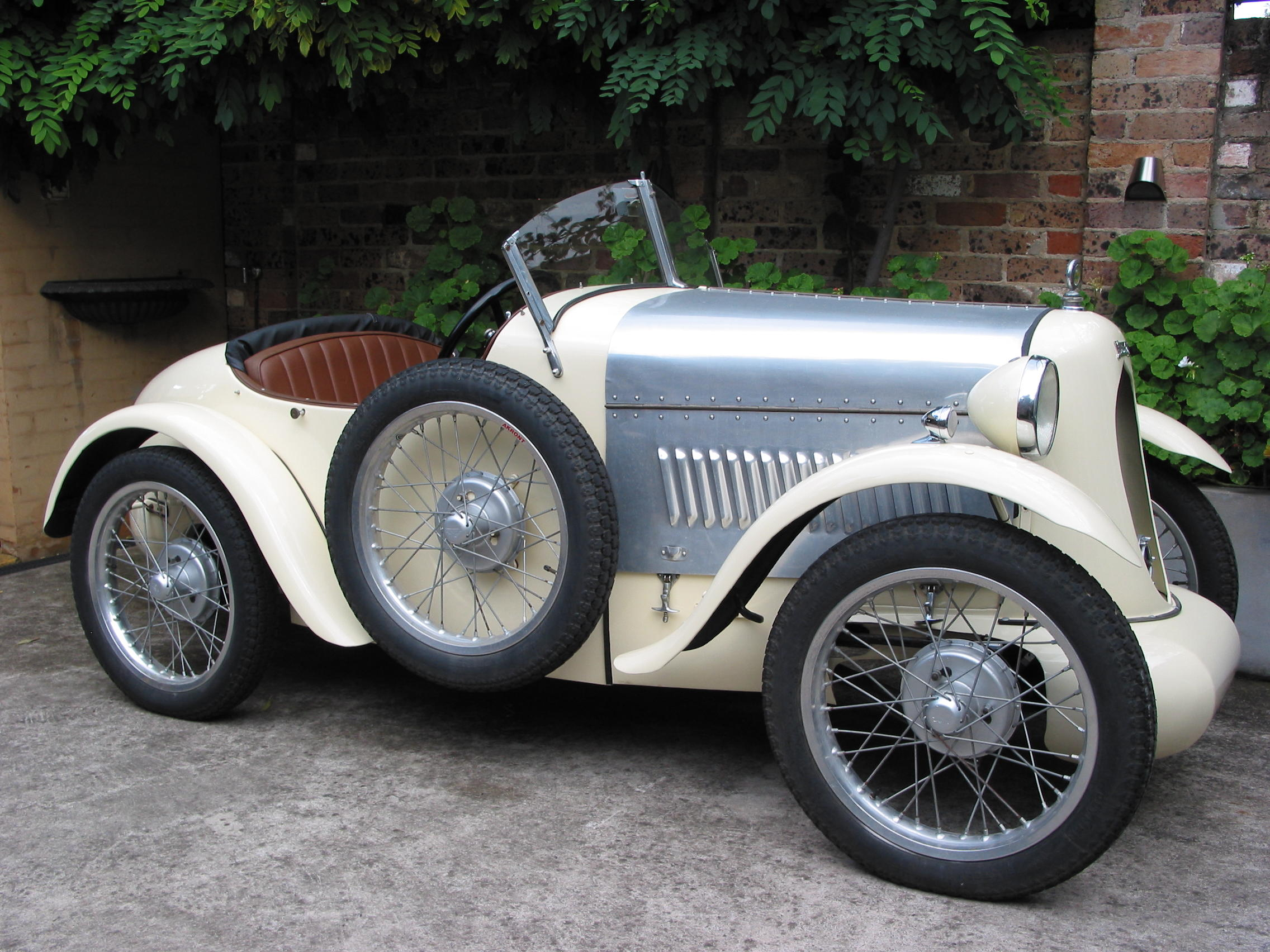
Austin 7 Meteor (carrozado en Australia por A. Robinson & Co.) (1929)

El mayor y mejor conocido de estos carroceros australianos fue Holden, que vistió los modelos Austin Seven turismo y roadster de mediados de los años 1920.
Otros fabricantes más pequeños construyeron series reducidas de carrocerías deportivas para el Austin 7 entre 1924 y 1934, como los Standad Sport construidos por Flood Motor Body Works de Melbourne; el Wasp, construido por William Green de Sídney; el Moth, construido por Geo Sykes, de Sídney; el Comet, construido por Bill Conoulty, de Sídney; y el Meteor. Este último fue construido por varios carroceros (Flood Motor Body Works, de Melbourne; Jack Lonzar, de Adelaida; y A Robinson & Co. de Sídney), con variaciones individuales sobre un diseño común.

## Diseño
En 2007, durante un episodio de Top Gear, Jeremy Clarkson y James May estudiaron distintos diseños de automóviles antiguos (incluyendo el Ford Modelo T y el De Dion-Bouton Modelo Q) y concluyeron que el Austin 7 fue el primer coche de masas del mercado dotado de controles de accionamiento con un "diseño convencional", como los que se pueden encontrar en cualquier coche moderno (aunque el primer coche en utilizar este diseño fue el Cadillac Tipo 53 en 1916).

## Configuraciones

### Turismos

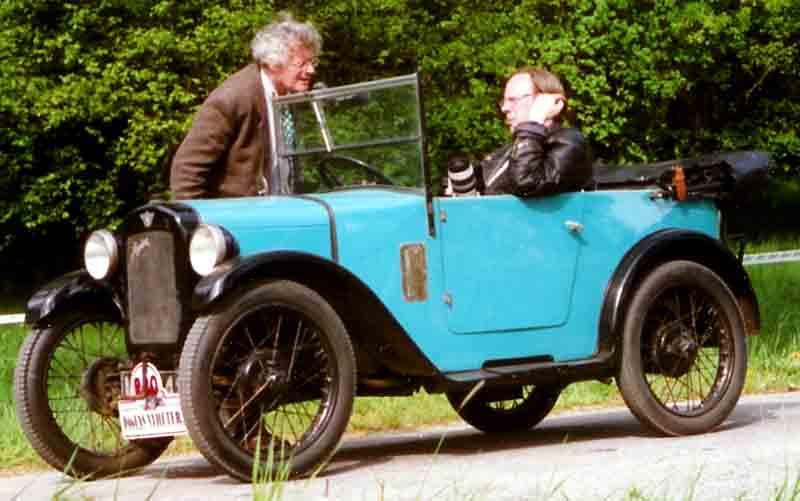
Austin 7 Chummy Tourer 1929

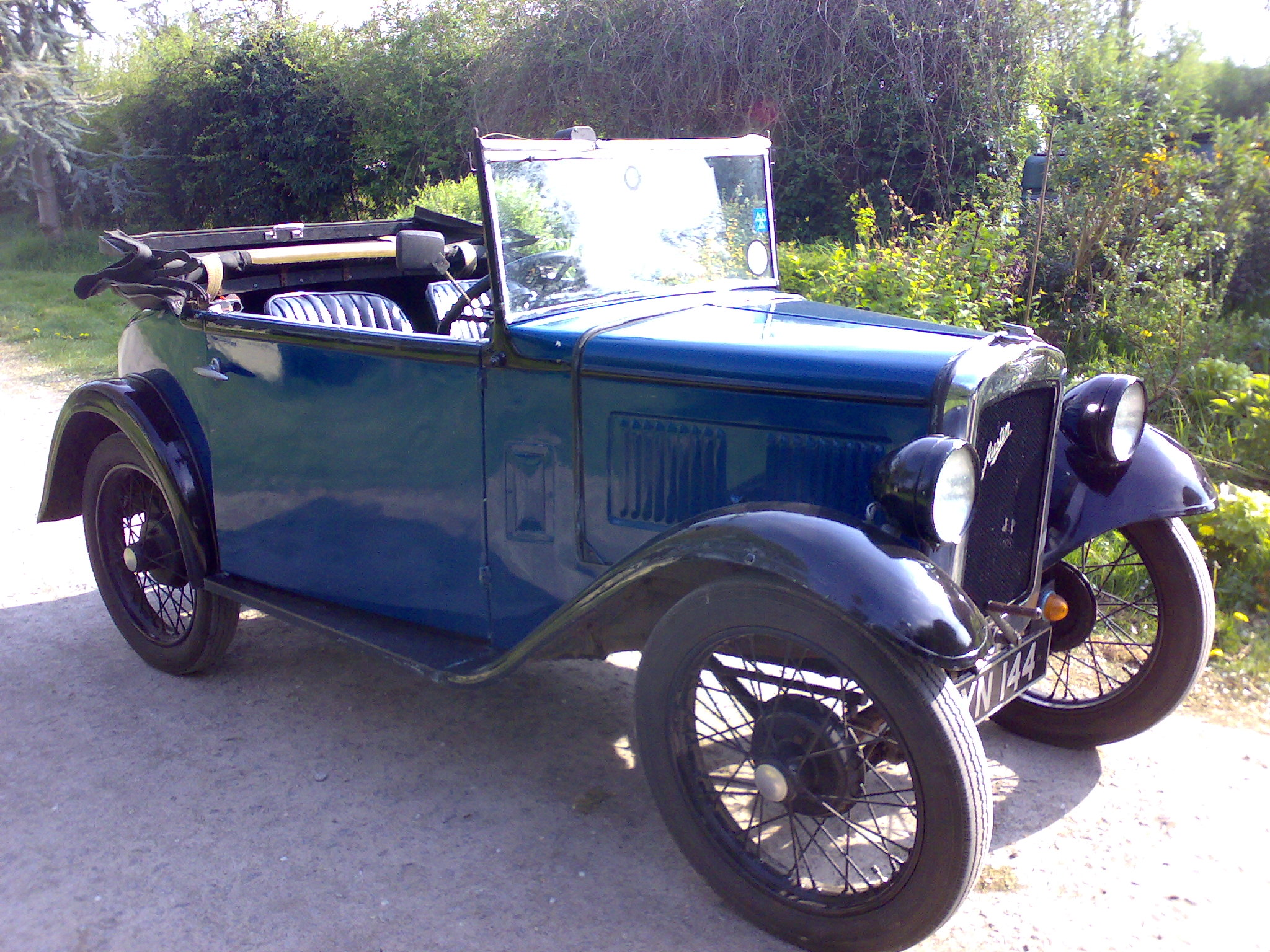
1934 Austin 7 PD Tourer (pre-Opal)

| Tipo  | Nombre           | Descripción                                       | De   | A    |
| ----- | ---------------- | ------------------------------------------------- | ---- | ---- |
| XL    | .                | Prototipos                                        | 1922 | .    |
| AB    | .                | Carrocería de aluminio-cuatro asientos            | 1922 | 1924 |
| AC    | .                | .                                                 | 1924 | 1926 |
| AD    | .                | Cuatro asientos                                   | 1926 | 1929 |
| AE    | .                | Cuatro asientos. Dos pulgadas más ancho que el AD | 1929 | 1929 |
| .     | .                | Dos asientos                                      | 1929 | 1930 |
| AF    | .                | Acero-bodied cuatro-seater                        | 1930 | 1932 |
| AH    | .                | Carrocería de acero-cuatro asientos               | 1932 | .    |
| AAK   | Open road Tourer | Radiador carenado                                 | .    | 1934 |
| AH    | .                | Cuerpo de acero prensado. Cuatro asientos         | 1932 | .    |
| PD    | .                | Dos asientos                                      | 1934 | .    |
| APD   | Opal             | Dos asientos                                      | 1934 | 1936 |
| AAL   | Open road Tourer | Rueda de repuesto cubierta                        | 1935 | .    |
| AH    | .                | Cuerpo de acero prensado. Cuatro asientos         | 1932 | .    |
| SIMIO | New Opal         | Dos asientos                                      | 1936 | .    |

### Sedanes

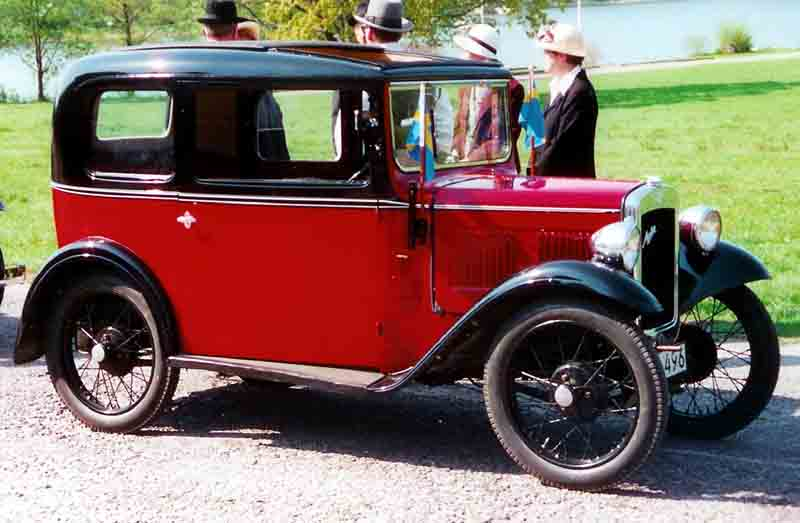
Austin 7 Box Saloon 1933

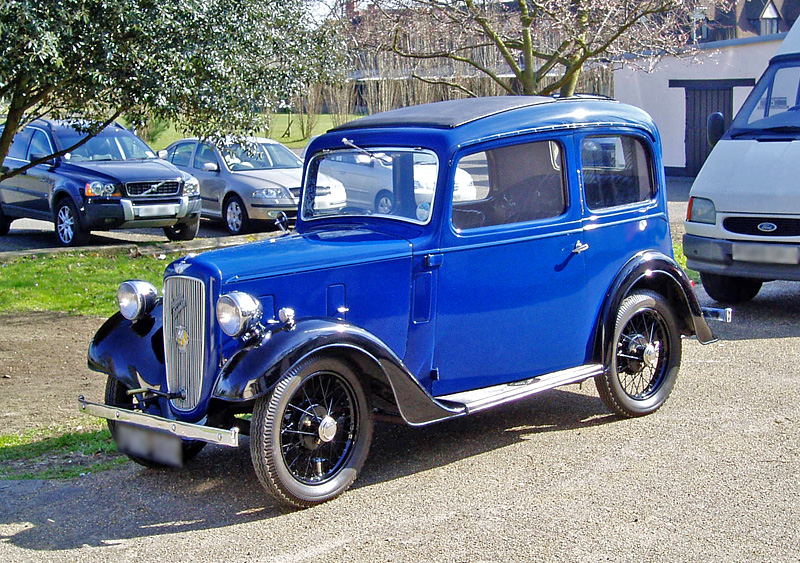
Austin 7 "New Ruby" saloon

| Tipo | Nombre     | Descripción                     | De   | A    |
| ---- | ---------- | ------------------------------- | ---- | ---- |
| R    | .          | Sedán. Aluminio o fibras        | 1926 | 1927 |
| RK   | .          | Sedán. Aluminio o fibras        | 1927 | .    |
| RL   | .          | Sedán. Acero                    | 1930 | .    |
| RG   | .          | Sedán. Fibras                   | 1930 | .    |
| RN   | .          | Sedán. Acero. Entreeje alargado | .    | .    |
| RP   | .          | .                               | 1932 | .    |
| ARQ  | Ruby       | Sedán                           | 1934 | .    |
| ARR  | "New" Ruby | Sedán                           | 1936 | .    |

### Cabriolet

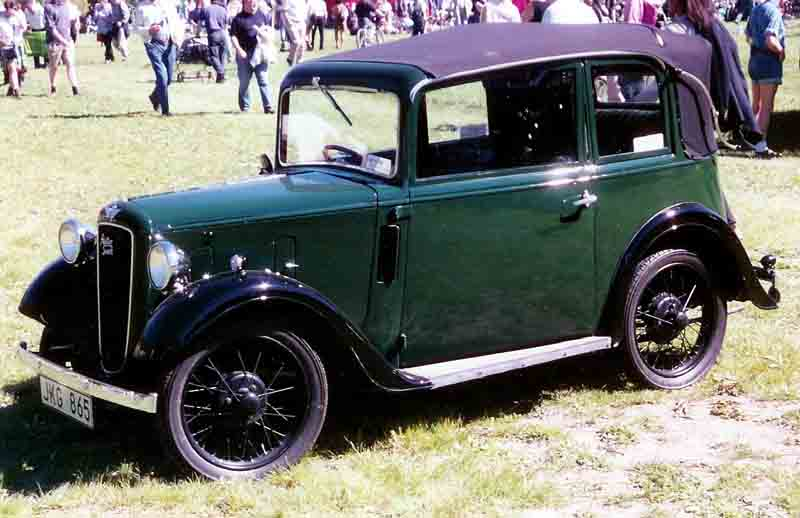
Austin 7 Pearl Cabriolet 1935

| Tipo | Nombre      | Descripción                         | De   | A |
| ---- | ----------- | ----------------------------------- | ---- | - |
| AC   | Pearl       | Versión cabriolet del ARQ Ruby.     | 1934 | . |
| ACA  | "New" Pearl | Versión cabriolet del ARR New Ruby. | 1936 | . |

### Deportivos

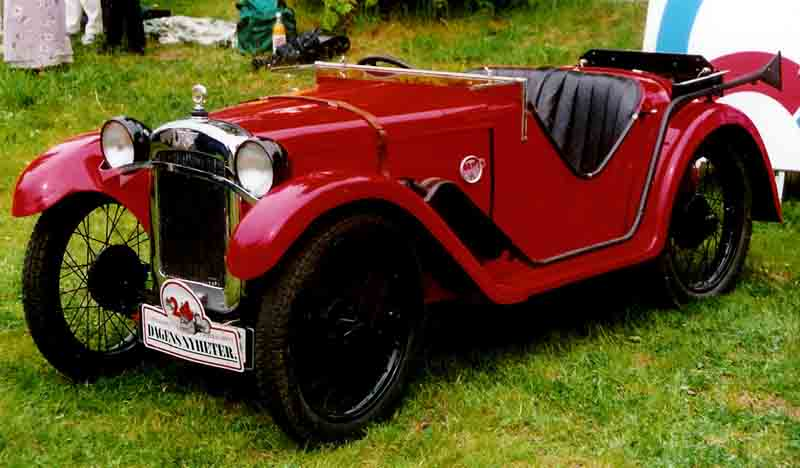
Austin 7 Ulster 2-Seater Sports 1930

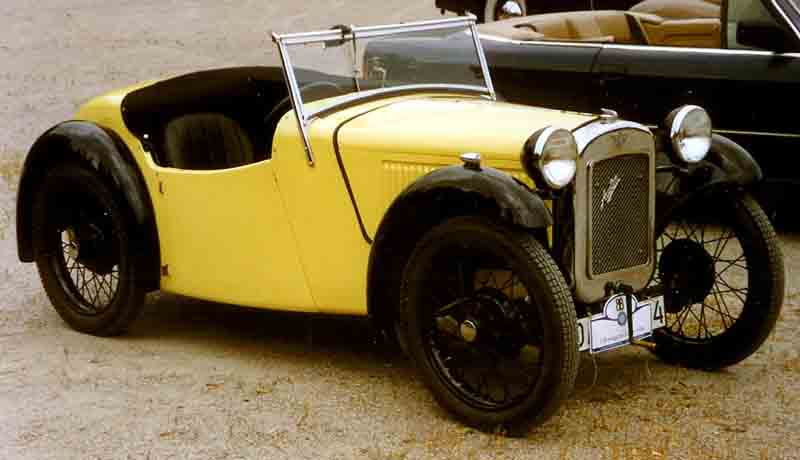
Austin 7 Nippy 2-Seater Sports 1934

| Tipo           | Nombre | Descripción                                         | De   | A    |
| -------------- | ------ | --------------------------------------------------- | ---- | ---- |
| 50 mph         | .      | Aluminio. Cola larga                                | .    | 1926 |
| E Super Sports | .      | Aluminio. Sin puertas                               | 1927 | 1928 |
| EA Sports      | Ulster | Aluminio. Sin puertas                               | .    | .    |
| EB 65          | 65     | Cuerpo de aluminio, alas de acero. Cola redondeada. | 1933 | 1934 |
| AEB            | Nippy  | Todo acero                                          | 1934 | 1937 |
| EK 75          | Speedy | Cuerpo de aluminio. Cola apuntada.                  | .    | .    |
| AEK            | Speedy | Rediseño del EK 75                                  | .    | 1935 |

### Cupés
| Tipo   | Nombre | Descripción              | De   | A    |
| ------ | ------ | ------------------------ | ---- | ---- |
| Type B | .      | Cuerpo superior de fibra | 1928 | 1931 |

### Furgonetas
| Tipo        | Nombre | Descripción         | De   | A    |
| ----------- | ------ | ------------------- | ---- | ---- |
| AB, AC y AD | .      | Tourer convertido   | 1923 | 1927 |
| AE          | .      | .                   | 1929 | 1930 |
| RK          | .      | RK sedán convertido | .    | .    |
| RM          | .      | RL sedán convertido | .    | .    |
| RN          | .      | RN sedán convertido | .    | .    |
| RP          | .      | RP sedán convertido | 1933 | .    |
| AVH         | .      | .                   | .    | .    |
| AVJ y AVK   | .      | Ruby convertido     | .    | 1939 |

## Competición

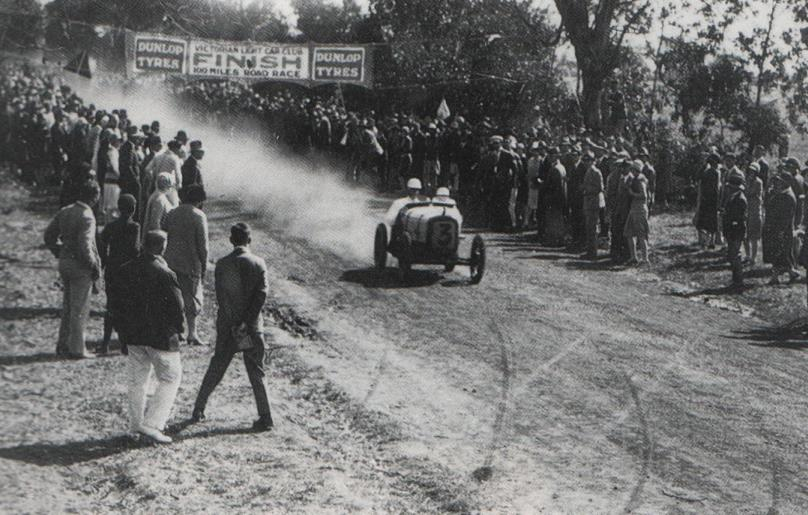
Arthur Waite ganó en 1928 la Carrera de las 100 Millas por Carretera (más tarde conocida como el Gran Premio de Australia de 1928) conduciendo un Austin 7

Arthur Waite ganó en Australia la Carrera de las 100 Millas por Carretera de 1928 conduciendo un Austin 7.